# بلش
شهر بلش (به رومانیایی: Balș) در شهرستان اول در کشور رومانی واقع شده‌است. جمعیت این شهر ۲۳٬۱۴۷ نفر  است.